# Saale-Unstrut (Weinanbaugebiet)

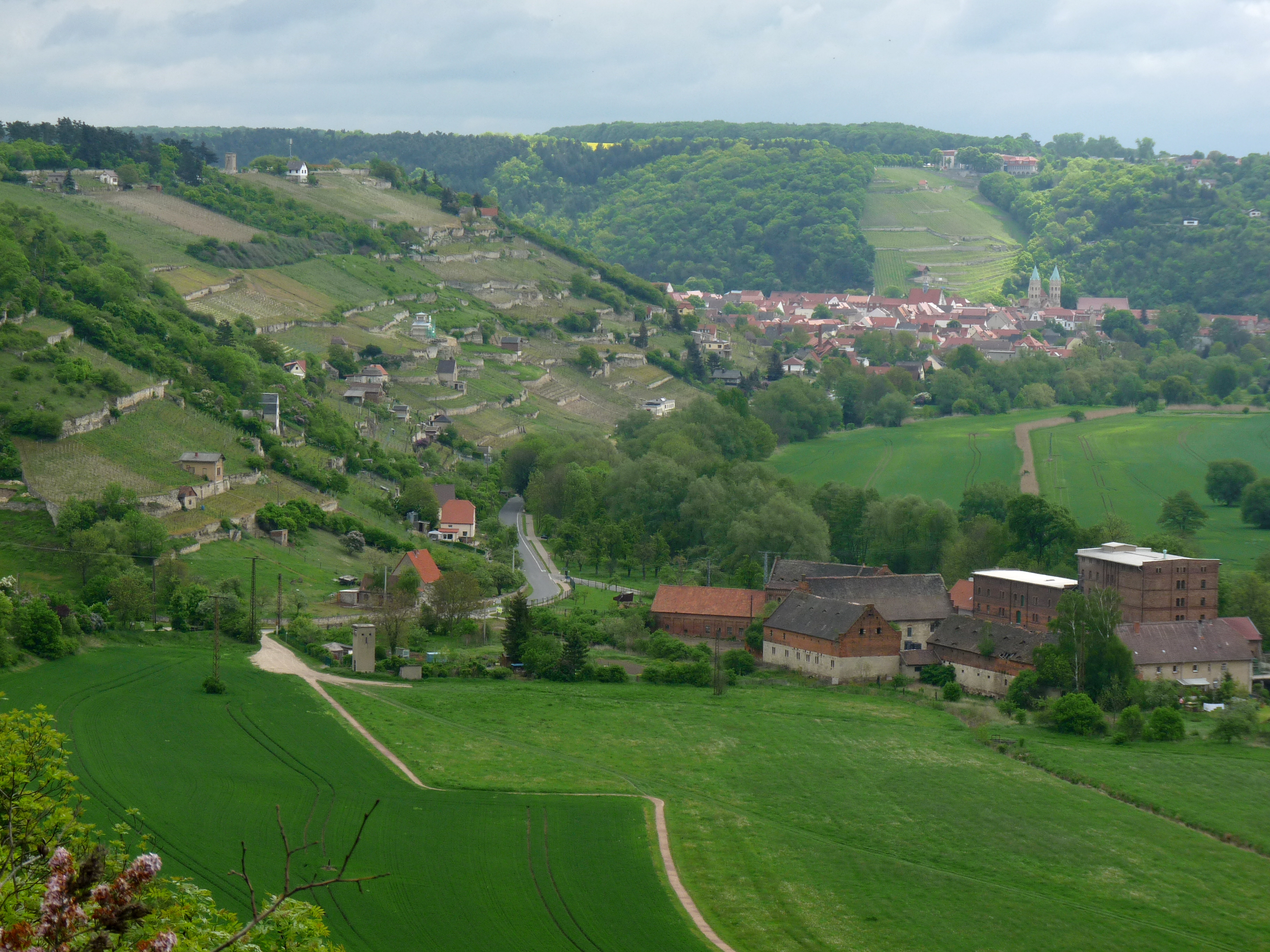
Weinanbau bei Freyburg

Die Saale-Unstrut-Region ist eine Weinbauregion in Mitteldeutschland, die sich überwiegend im sachsen-anhaltischen Burgenlandkreis und dort wiederum überwiegend entlang der Flüsse Saale und Unstrut erstreckt. In der Region befindet sich das nördlichste der 13 durch das deutsche Weingesetz von 1994 bestimmten Qualitätsweinanbaugebiete Deutschlands.
Weinstöcke stehen in der Region heute auf einer Gesamtfläche von 798 Hektar, und zwar in den Bundesländern Sachsen-Anhalt, Thüringen und Brandenburg.
Relativ weit entfernt vom Zentrum der Region bei Freyburg und Naumburg gehören (in Sachsen-Anhalt) die Weinlagen bei Westerhausen (Thale) und Quedlinburg nördlich des Harzes sowie (im Land Brandenburg) das Weinanbaugebiet in Werder (Havel) zum Weinanbaugebiet Saale-Unstrut.

## Aufbau des Weinanbaugebiets
Das Weinanbaugebiet enthält drei Bereiche, von denen zwei in insgesamt vier Großlagen unterteilt werden können (siehe Lage (Weinbau)). Insgesamt befinden sich in der Saale-Unstrut-Region 37 Einzellagen. Einige Regionen des Weinanbaugebiets sind bereichs-, großlagen- und einzellagenfrei.

### Bereiche
- Schloss Neuenburg
- Thüringen
- Mansfelder Seen

### Großlagen
- Schloss Neuenburg: Großjenaer Blütengrund, Naumburger Göttersitz und Freyburger Schweigenberg
- Mansfelder Seen: Höhnstedter Kelterberg

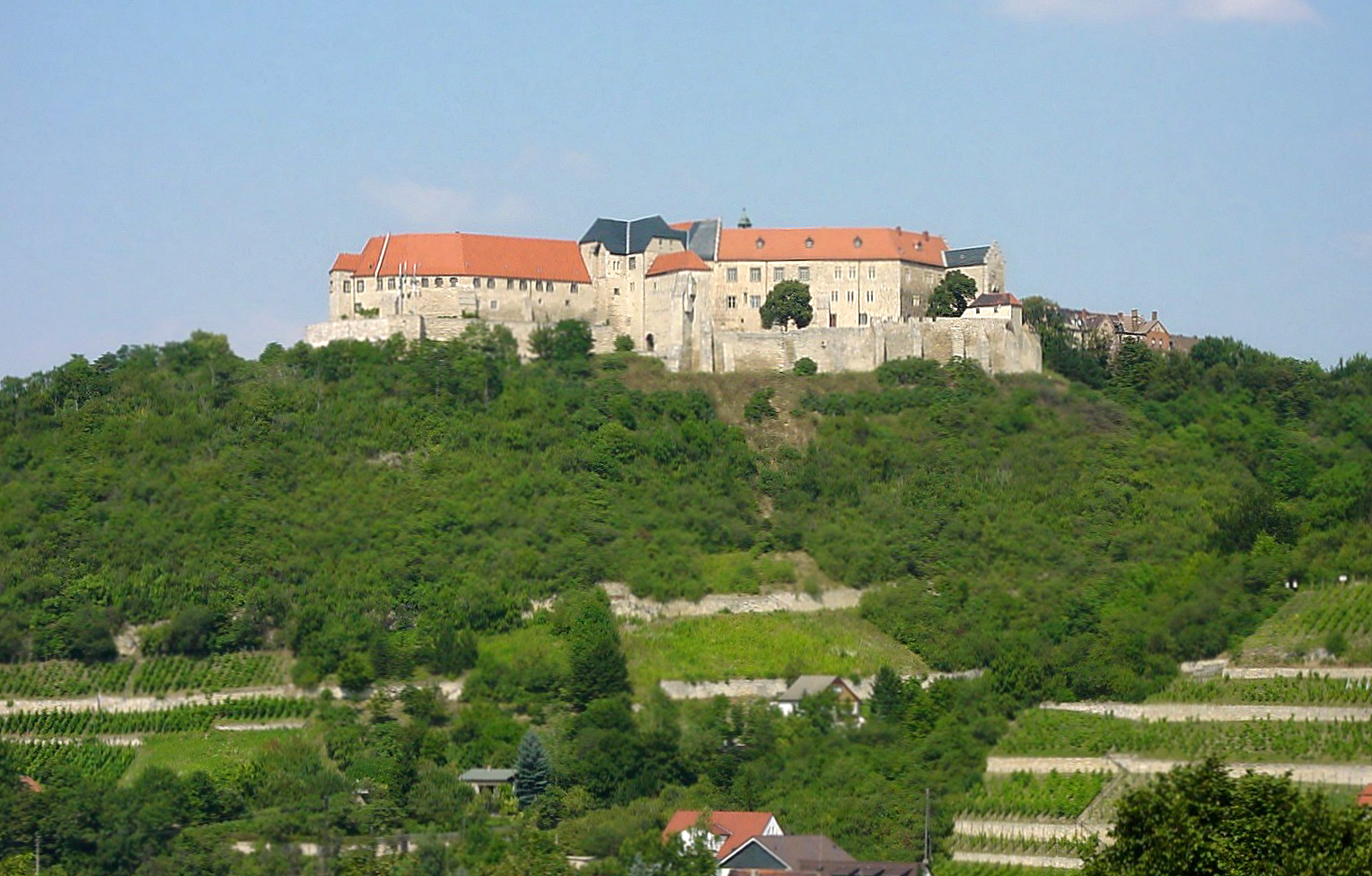
Schloss Neuenburg mit Weinbergen

- Thüringen: keine Großlagen

### Einzellagen
Schloss Neuenburg
| - Almrich: Steinmeister - Bad Kösen: Saalhäuser, Schöne Aussicht - Burgscheidungen: Veitsgrube - Burgwerben: Herzogsberg | - Freyburg: Edelacker, Herrenberg, Mühlberg - Goseck: Dechantenberg - Gröst: Steinberg - Klosterhäseler: Hasseltal | - Karsdorf: Hohe Gräte - Naumburg: Paradies, Pfortenser Köppelberg, Sonneneck, Steinmeister - Salsitz: Englischer Garten - Steigra: Hahnenberge | - Vitzenburg: Schloßberg - Weischütz: Nüssenberg - Wetterzeube: Bischofsleite - Zeitz: Kloster Posaer Klosterberg |  |

Bereich Mansfelder Seen
- - Höhnstedt: Kreisberg, Steiger, Steineck
  - Seeburg: Himmelshöhe
  - Stedten: Pastorenstieg
  - Westerhausen: Königstein
  - Werder (Havel): Werderaner Wachtelberg, Galgenberg

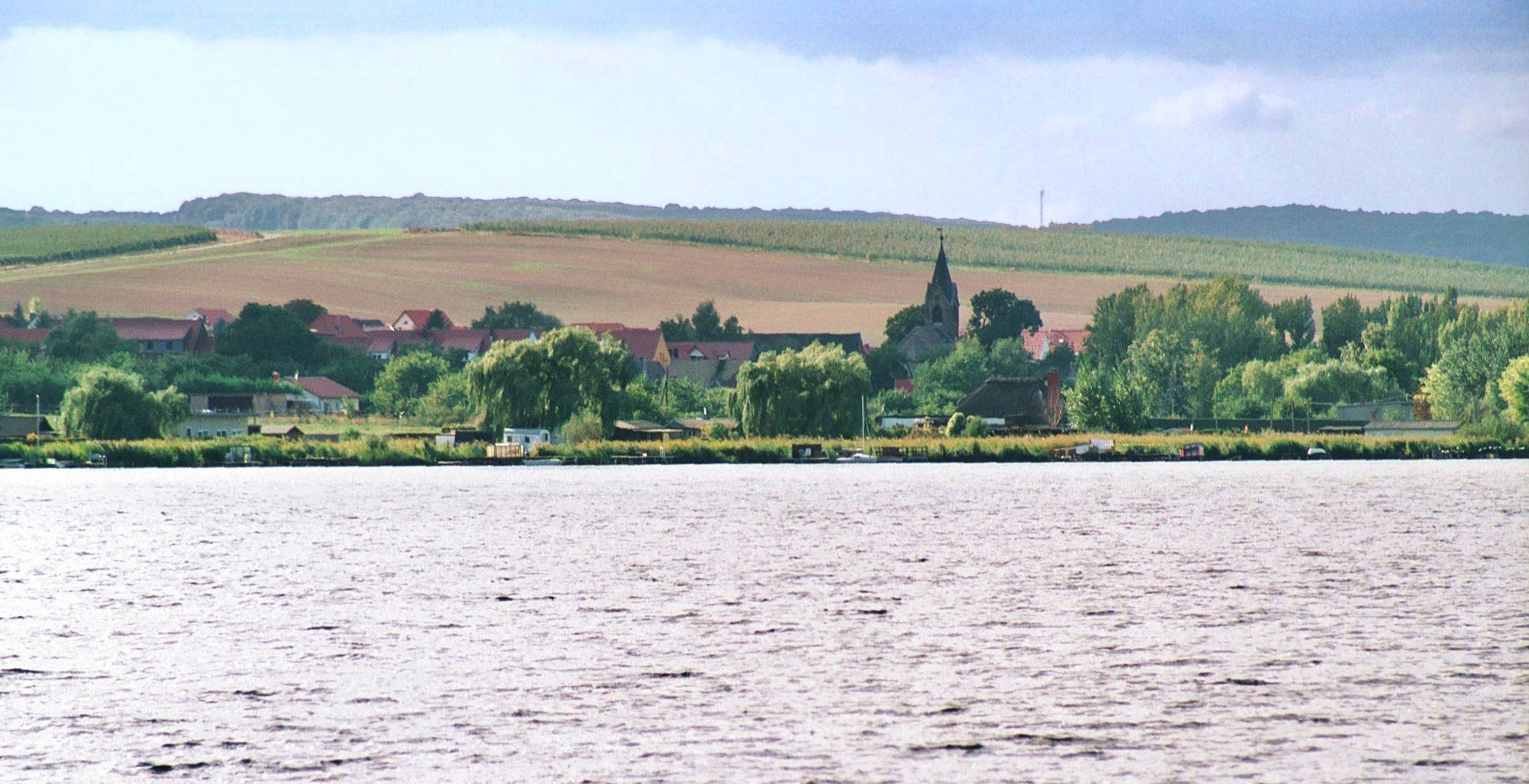
Mansfelder Seen

#### Thüringen
Die geschützten Anbaugebiete in Thüringen gehören zum Anbaugebiet Saale-Unstrut und sind derzeit (2024) rund 147 Hektar groß.

## Geschichte des Weinbaus in der Region
Der Weinbau in der Saale-Unstrut-Region hat eine 1000-jährige Tradition. Bereits im Jahr 998 wird in einer Schenkungsurkunde von Kaiser Otto III. der Weinbau erwähnt. Die Mönche des 1137 gegründeten Zisterzienser-Klosters Sancta Maria Schulpforta, entwickelten den Weinbau weiter. Es wird vermutet, dass in der Region Saale-Unstrut im 16. Jahrhundert auf einer Fläche von ca. 10.000 ha Wein angebaut wurde. Sie schrumpfte jedoch zunehmend im Zuge von verschiedenen Kriegen, Missernten und nicht zuletzt durch den Anbau von Kartoffeln. Eine Rolle spielte auch, dass der massenhaft angepflanzte Wein von geringer Qualität war. Er wurde durch „neumodische“ Getränke wie Tee und Kaffee als Alltagstrunk abgelöst.
1835 wurde die Naumburger Weinbaugesellschaft gegründet. Mit der Gründung des Deutschen Zollvereins 1832 waren die Schutzzölle innerhalb Deutschlands abgeschafft worden. Dadurch konnten deutlich höherwertige Weine aus anderen Gegenden zu vertretbaren Preisen in die Saale-Unstrut-Region eingeführt werden. Die Mitglieder der Weinbaugesellschaft arbeiteten erfolgreich daran, die Qualität der eigenen Weine zu verbessern, spezielle Züchtungen auf den Weg zu bringen und die heimischen Winzer fortzubilden.
Die Reblaus brachte im Jahr 1887 den Weinbau fast zum Erliegen und die Saale-Unstrut-Region wurde zum ersten Reblausseuchengebiet Deutschlands erklärt. Als 1919 in Naumburg die Biologische Reichsanstalt gegründet wurde, betrug die Anbaufläche nur noch 100 ha. Im Rahmen der Suche nach einem Mittel gegen die Reblaus zeigte Carl Börner, dass Amerikanerreben Reblausresistenzen aufweisen, und forcierte die Unterlagenzüchtung. Ab dem Jahre 1923 wurde der in der Region entwickelte Pfropfrebenanbau in ganz Deutschland zugelassen und der Kampf gegen die Reblaus wurde gewonnen.
Nach 1945 konnte in der SBZ und der DDR der Weinbau in der Saale-Unstrut-Region nur durch Freizeitwinzer überleben. Die 1934 gegründete Winzergemeinschaft Freyburg, ein Zusammenschluss von Haupt- und Nebenerwerbswinzern, wurde 1951 gezwungen, ihre Selbstständigkeit aufzugeben. Sie musste sich in die „Vereinigung der gegenseitigen Bauernhilfe (VdgB)“ eingliedern, eine sozialistische Massenorganisation. Aber auch private Winzer außerhalb der Genossenschaft traf die Verstaatlichungspolitik. Sie mussten ihre traditionsreichen Weinberge an Agrargenossenschaften der Region abgeben, die den Weinanbau übernahmen. Auch große Privatwinzer traf es. So entstand 1952 nach der Verstaatlichung des Weinguts Kloster Pforta das VEG Weinbau, das sich in den folgenden Jahrzehnten zum zweiten großen Weinproduzenten der Region entwickelte.
Erst ab 1963 dehnten sich die Rebflächen aufgrund staatlicher Förderung wieder aus. Da es die Winzer an Saale und Unstrut ablehnten, ihre Weine zu verschneiden und ihnen Restsüße zuzugeben, wurden ihre Weine 1981 in einer Sendung der DDR-Nachrichtensendung Aktuelle Kamera als „sauer“ abgewertet, weil damals in Ost- und Westdeutschland Kunden „liebliche“ Weine bevorzugten. In den 1980er Jahren war der Verkauf von Weinen der Region Saale-Unstrut durch die Genossenschaften an Privatleute strafbar.
Vor dem „Eiswinter 1986/87“ konnten Winzer im Weinanbaugebiet Saale-Unstrut 480 Hektar bearbeiten. Nach diesem Winter war nur noch gut die Hälfte davon nutzbar. 40 Prozent der Pflanzen sind damals erfroren. Schon vor dem extremen Winter waren die Weinberge sehr gemischt bepflanzt, weil es in der DDR kaum Reben zu kaufen gab. Die Winzer brachten von Reisen das mit, was sie an Sorten fanden. Nach dem Extremfrost pflanzten sie alles, was sie bekommen konnten. Deshalb stehen noch heute „exotische“ Sorten in den Weinbergen an Saale und Unstrut.

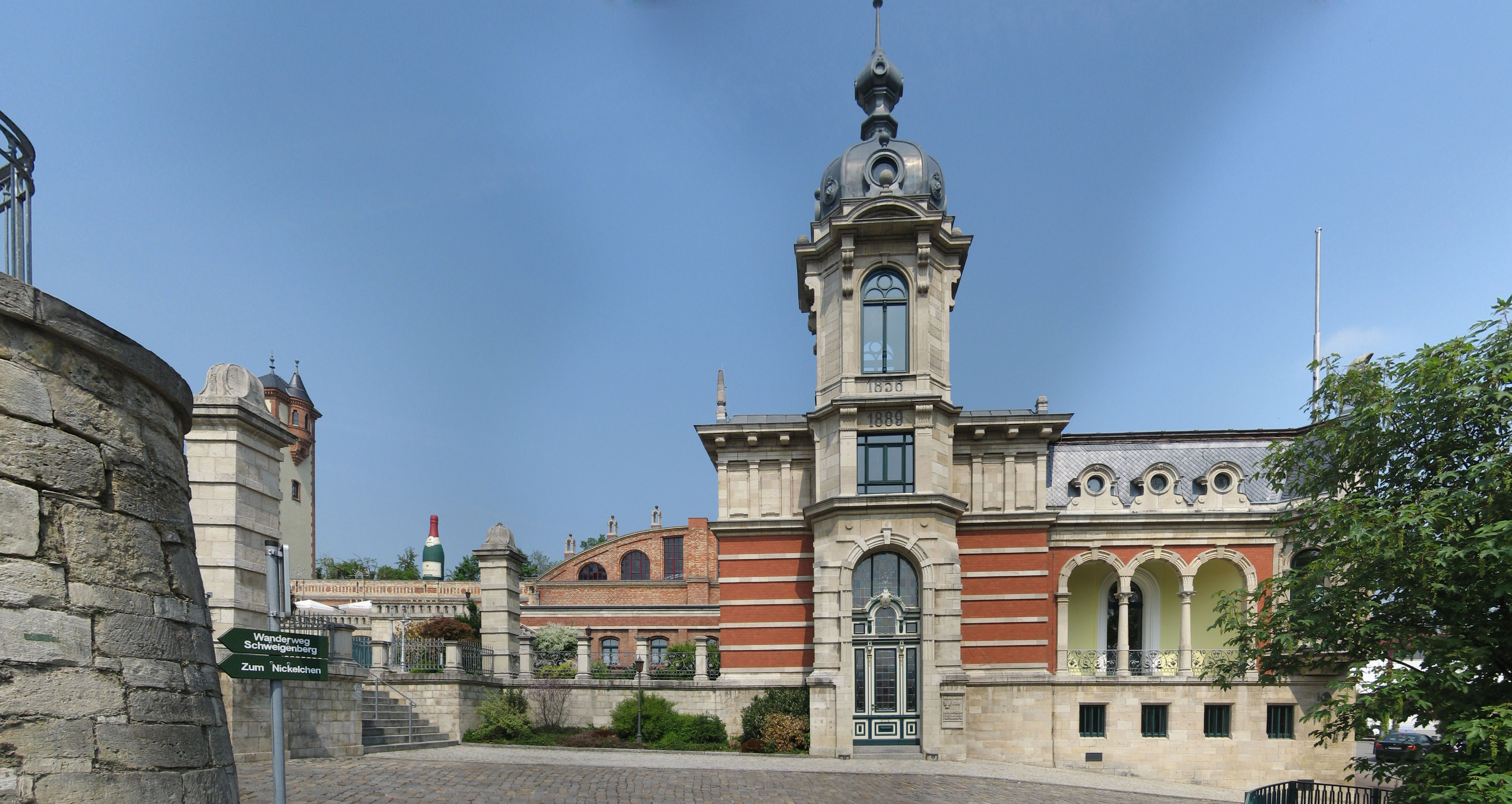
Betriebsgebäude der Rotkäppchen Sektkellerei Freyburg

Nach der Wende trat ein bis heute anhaltender Aufschwung ein. Die seit dem 19. Jahrhundert in Freyburg ansässige Rotkäppchen Sektkellerei gehört zu den wenigen ehemaligen Volkseigenen Betrieben der DDR, die nicht nur die Aktivitäten der Treuhandanstalt in der Wendezeit und den frühen 1990er Jahren als Unternehmen überlebten, sondern auch wirtschaftlich stark genug waren, um Konkurrenzunternehmen im Westen Deutschlands aufzukaufen. Nach dem Erwerb der rechtlich weiterhin selbstständigen Unternehmen Godefroy H. von Mumm & Co. Sektkellereien in Hochheim, Matheus Müller Sektkellereien und Chantré & Cie in Eltville wurde 2002 das in Freyburg ansässige Unternehmen Rotkäppchen-Mumm Sektkellereien gegründet.
Seit dem Jahr 1969 wird jährlich die Saale-Unstrut Gebietsweinkönigin gewählt. Der in Eisenberg (Thüringen) geborene Gunther Emmerlich war seit 2008 Weinbotschafter der Region Saale-Unstrut.

## Weinbau in der Region heute

### Geologische und klimageographische Grundlagen
Landschaften mit Weinbergen, Steilterrassen, jahrhundertealten Trockenmauern, Weinbergshäuschen und Flusstälern prägen das Weinbaugebiet Saale-Unstrut. Gebietstypisch zeichnen sich die Weine von Saale-Unstrut durch ein feingliedriges und fruchtiges Bukett mit mineralischen Nuancen aus. Muschelkalkverwitterungsböden, aber auch Buntsandstein, Lößlehm und Kupferschiefer sind zu finden.
In den Flusstälern sorgen „Wärmeinseln“ für ein besonders mildes Mikroklima. Die Jahresdurchschnittstemperatur beträgt 9,1 °C, und die Sonne scheint etwa 1600 Stunden im Jahr. Mit rund 500 mm Niederschlag jährlich zählt die Weinbauregion zu den niederschlagsärmsten in Deutschland. Dadurch sind nicht nur in Dürrejahren die Erträge pro Hektar relativ gering (die durchschnittlichen Erträge liegen bei rund 50 hl / ha).

### Weinanbau und -verkauf als Wirtschaftsfaktor

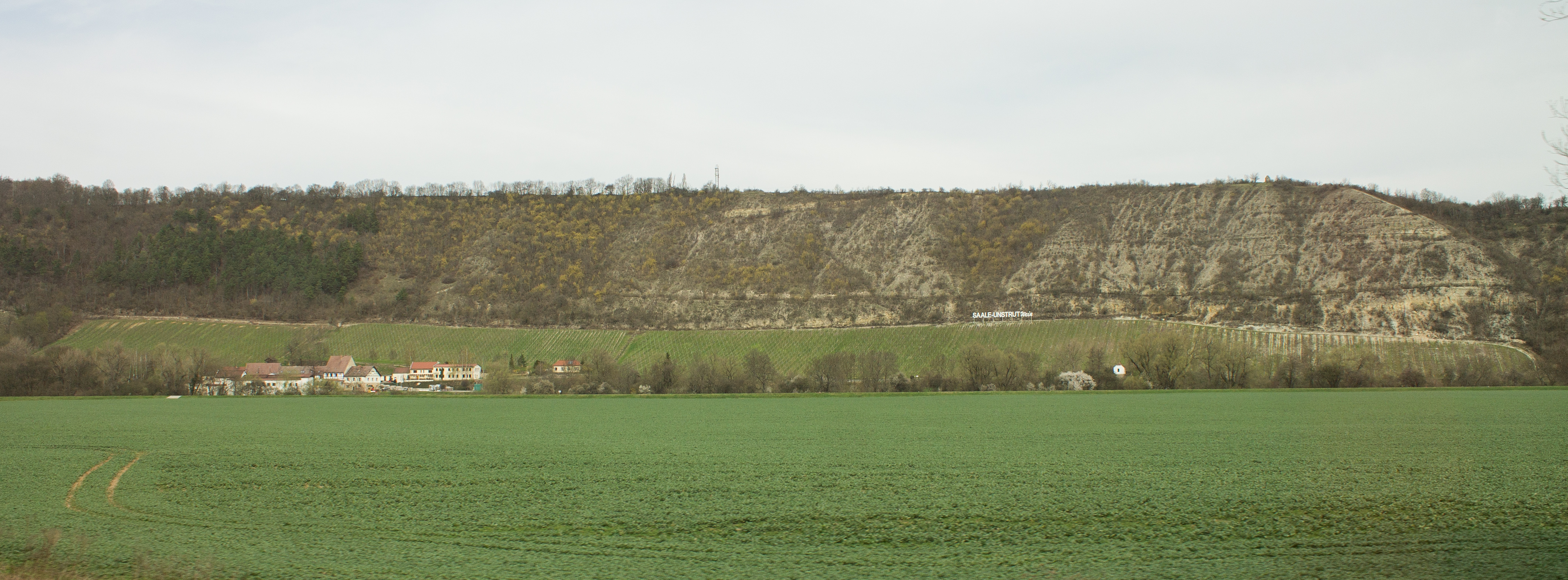
Weinberg Saalhäuser in Schulpforte mit weithin sichtbarem Schriftzug „Saale-Unstrut Wein“

Es sind über 30 Rebsorten, die hier angebaut werden – darunter befinden sich auch Raritäten, die nicht sehr häufig im deutschen Weinanbau vorkommen. Die meisten Weine gehören der Geschmacksrichtung „trocken“ an. Angebaut und verkauft werden vor allem die Sorten Müller-Thurgau, Weiß- und Grauburgunder sowie Bacchus, Riesling, Silvaner, Gutedel und Kerner. Ca. 24 % der angebauten Weine sind Rotweine wie Dornfelder, Portugieser, Spätburgunder und der Blaue Zweigelt.
Im Januar 2020 lobte die Süddeutsche Zeitung die Weinbauregion Saale-Unstrut als „echte Entdeckung für Weinliebhaber“. Dort wüchsen „an den Flüssen Saale und Unstrut so viele verschiedene Rebsorten in nennenswerter Menge wie sonst kaum irgendwo - das Anbaugebiet […] gilt als Wundertüte - mit jungen Weingütern und Winzern, die gerne experimentieren.“

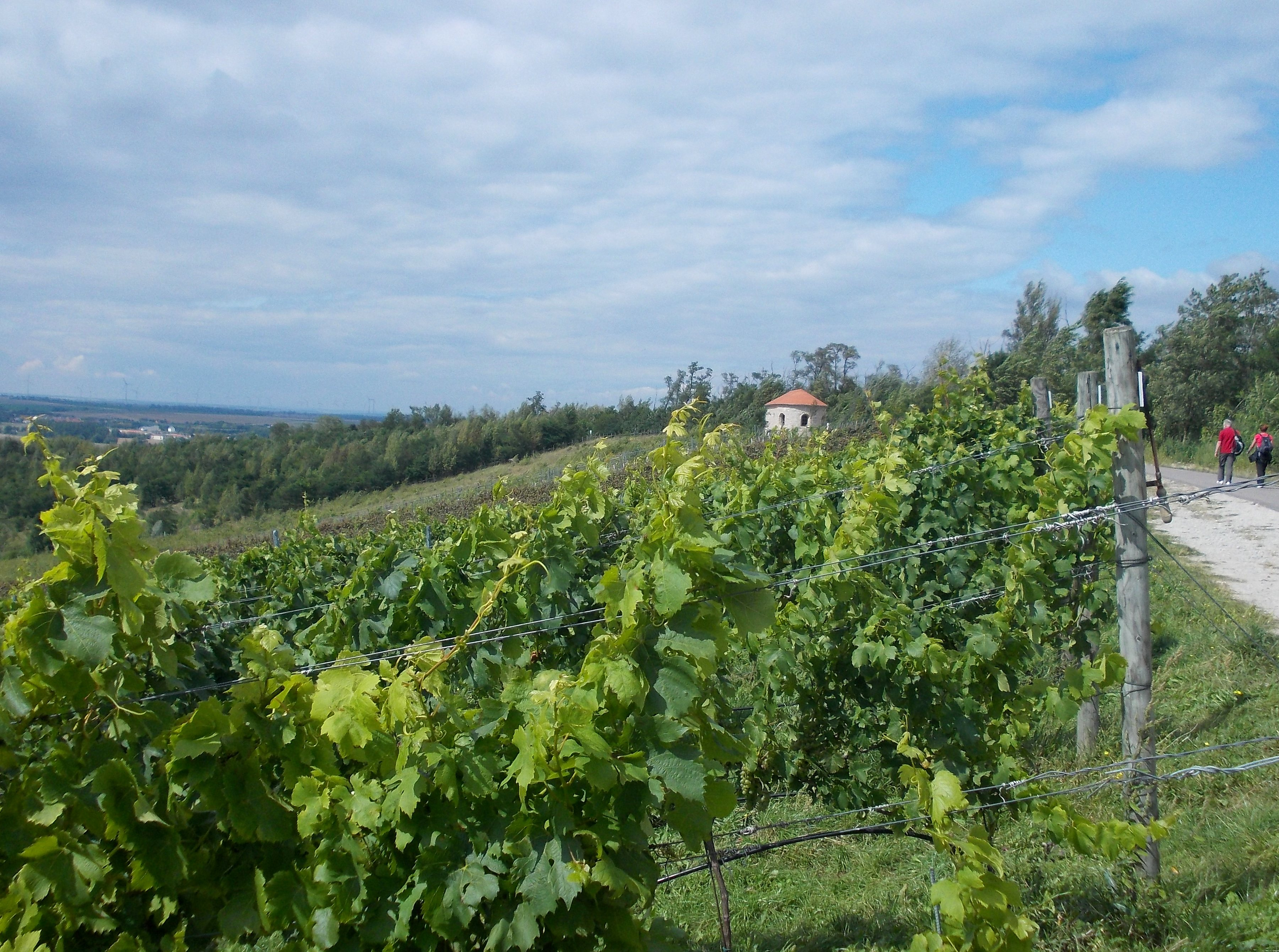
Weinberg am Nordufer des Geiseltalsees

Als besonders innovativ gilt die Pflanzung einer 3,5 ha großen Weinanlage am Nordufer des Geiseltalsees im Jahr 2000. Nach 300 Jahren war der Braunkohlebergbau westlich von Merseburg eingestellt worden. Daraufhin bildete sich nördlich von Saale und Unstrut in einer Grube ein künstlicher See mit 19 km² Wasseroberfläche. Das Weinbau-Projekt Geiseltalsee wurde 2006 mit dem Weinbauförderpreis von BASF ausgezeichnet. Im April 2020 wurde die bestehende Rebfläche im Rahmen der Verteilung zusätzlicher EU-Rebpflanzrechte für Steillagen um 1,5 ha erweitert.

## Vermarktung der Region im Tourismus
Durch das Weinbaugebiet führt die 60 km lange Weinstraße Saale-Unstrut. Von Memleben führt sie an Unstrut und Saale entlang bis Bad Sulza im Südwesten.
Rund um Höhnstedt bei Halle lädt eine weitere Weinroute zu einer ca. 20 Kilometer langen Tour und verbindet unter dem Namen „Mansfelder Seen“ Zappendorf mit Unterrissdorf. Die ebenfalls 20 Kilometer lange Weinroute „Weiße Elster“ führt von Wetterzeube zum Kloster Posa in Zeitz. Alle drei sind dem Weinbaugebiet Saale-Unstrut zugeordnet.

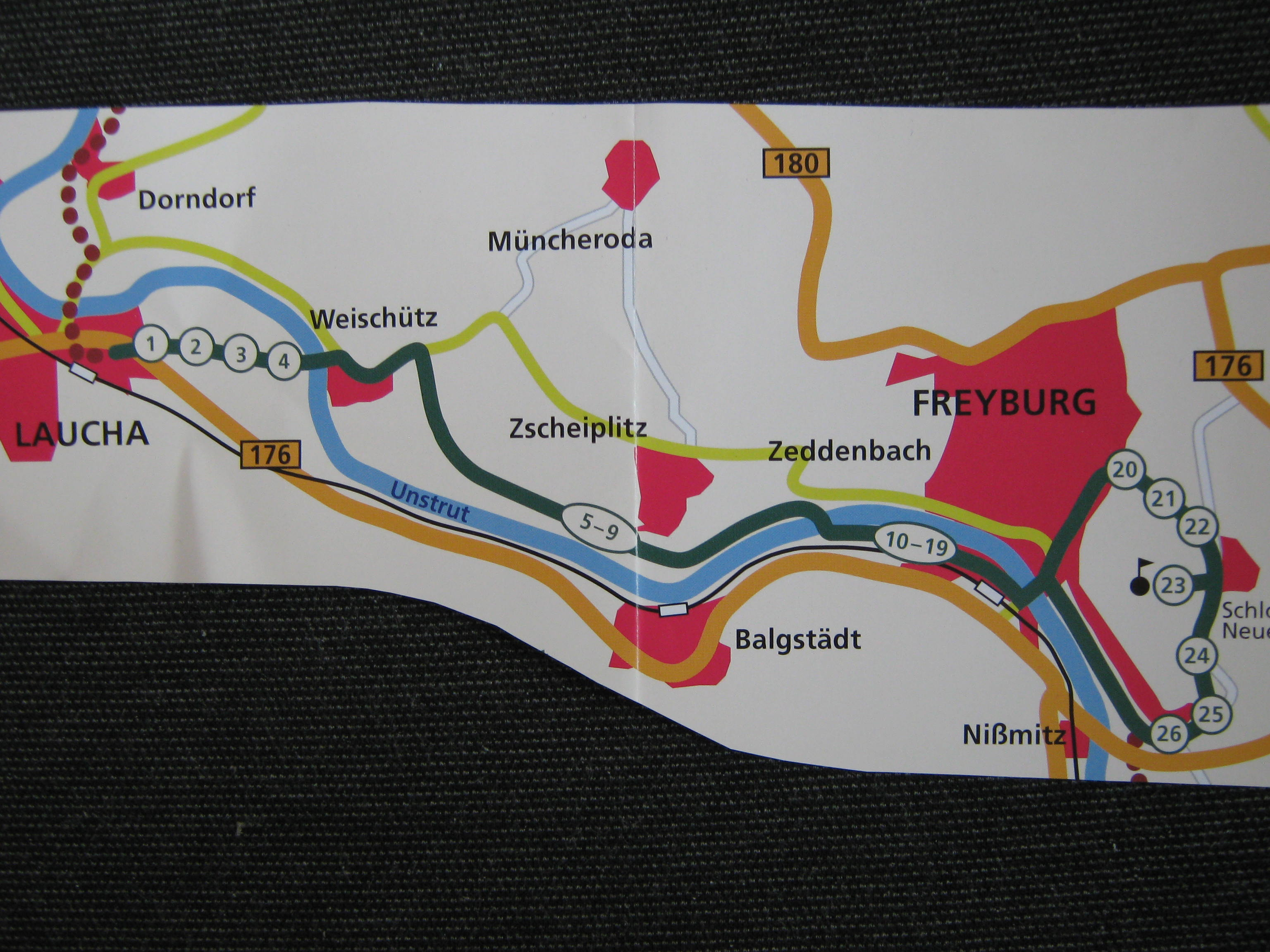
Infotafel zum Weinlehrpfad Laucha – Freyburg
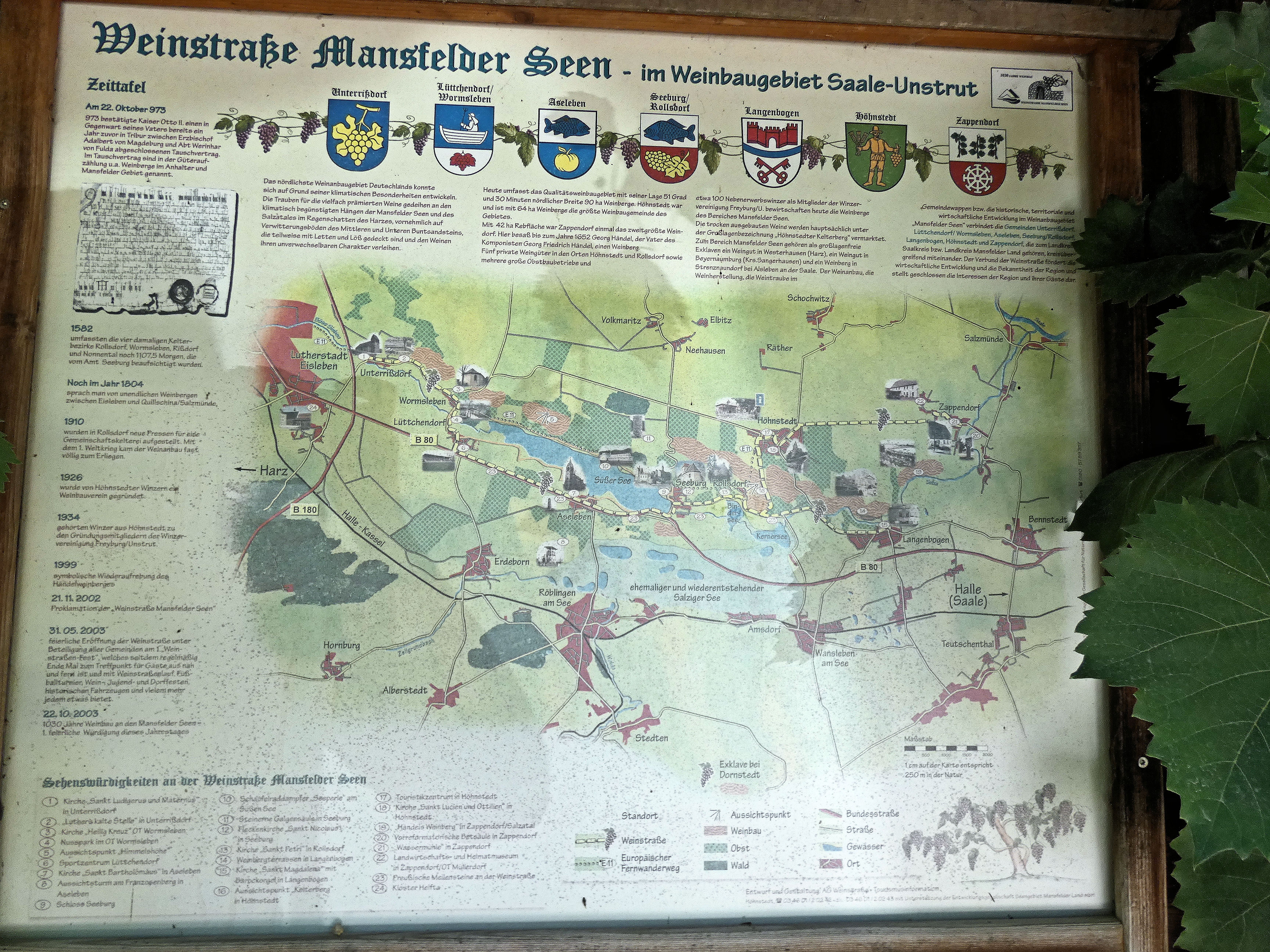
Infotafel zur Weinstraße „Mansfelder Seen“
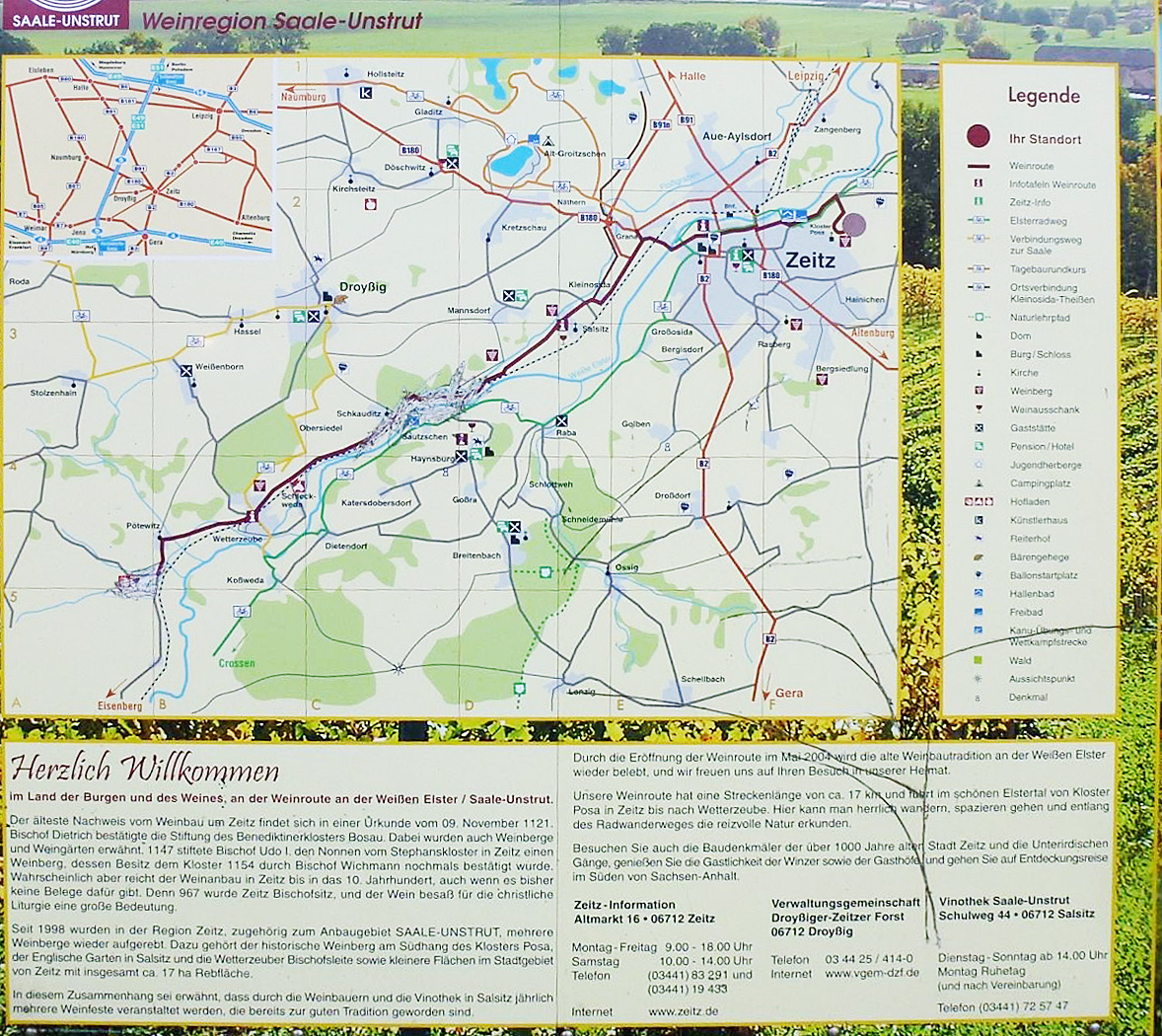
Infotafel zur Weinroute „Weiße Elster“

Die Geschichte des Weinbaus an Saale und Unstrut ist für Touristen am leichtesten nördlich von Karsdorf und südöstlich von Freyburg erlebbar.
Der Kathertsche Weinberg bei Karsdorf umfasst zwar nur eine (zur Weinbergslage „Karsdorfer Hohe Gräte“ gehörende) Rebanbaufläche von 5000 m², doch finden sich hier noch 150 Jahre alte Rebstöcke, mit seltenen Rebsorten, und eine artenreiche Pflanzen- und Tierwelt. Es grenzen Flächen mit Trockenrasen, Brachen, Säumen und Gehölzen an. Erlebbar wird die kleine Fläche über einen Lehrpfad mit Schautafeln. Dieses Projekt wird von der Bundesstiftung Umwelt unterstützt.

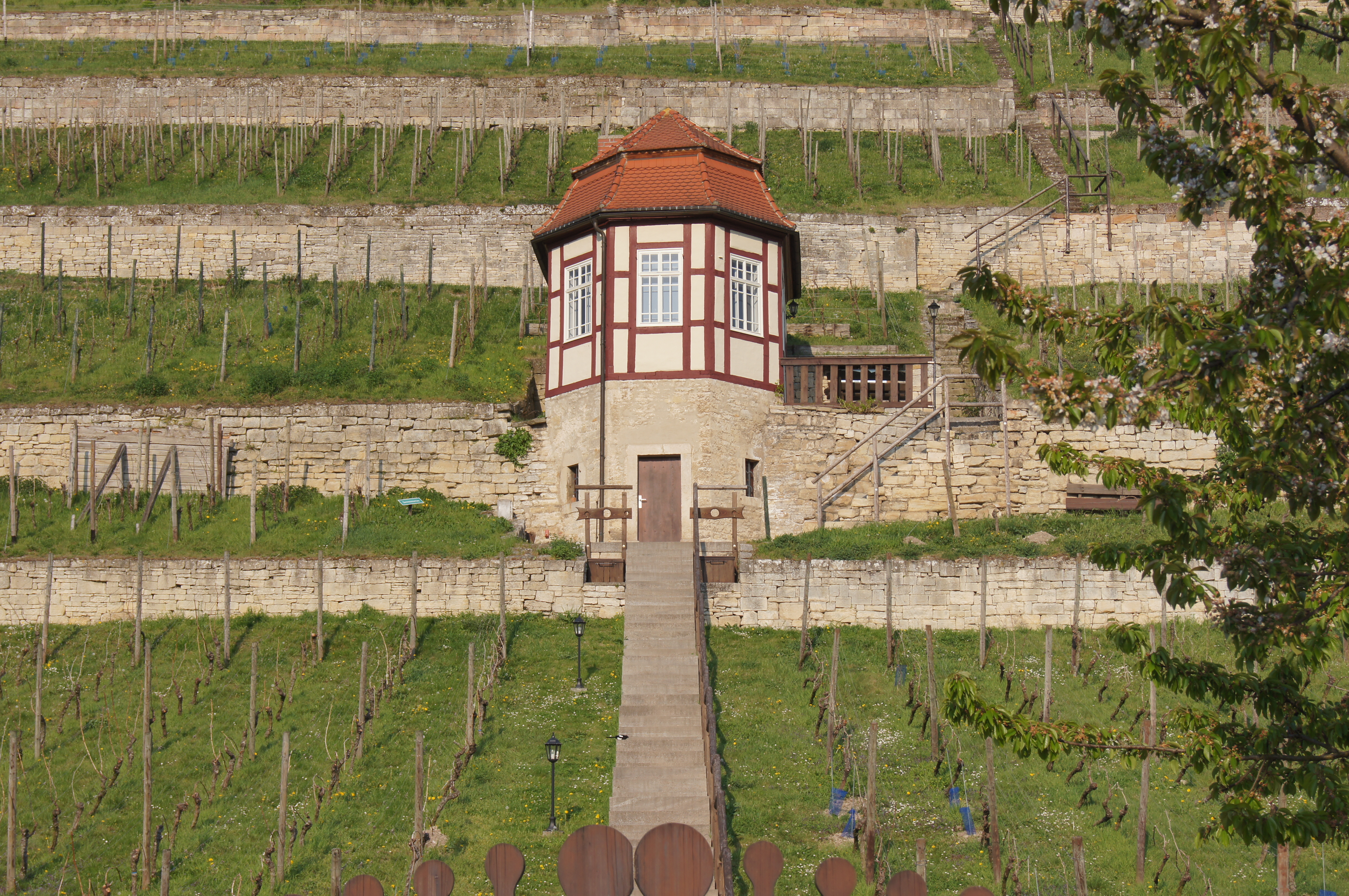
Herzoglicher Weinberg südöstlich von Freyburg

Der Herzogliche Weinberg am südöstlichen Stadtrand von Freyburg wurde Ende des 18. Jahrhunderts angelegt. Seine Geschichte lässt sich bis zum kursächsischen Steuereinnehmer Gottlieb Barthel zurückverfolgen, der den Berg 1774 ausbauen ließ. Dabei entstand auch das bis heute erhaltene Weinberghaus mit seiner Rokoko-Innenausstattung. Der barocke Weingarten ist ein charakteristisches Beispiel für kleinteilig terrassierte Rebanlagen. Sein Aussehen hat sich seit dem 18. Jahrhundert kaum verändert.
Das Land um Saale und Unstrut ist auch für seine Burgen, Schlösser und Kirchen berühmt. Die Südroute der Straße der Romanik führt durch die Region. Der Naumburger Dom gehört zu den bedeutendsten Bauwerken der Spätromanik in Sachsen-Anhalt, ist eine Station an der Straße der Romanik und seit 2018 UNESCO-Weltkulturerbe.
Die touristische Vermarktung der Region erfolgt über den Saale-Unstrut-Tourismus e. V. Auch das Deutsche Weininstitut ist hierbei tätig.